# Canal U (Argentina)
Canal U, es un canal de televisión abierta argentina que transmite desde la ciudad de Córdoba. La emisora se llega a ver en parte de la Provincia de Córdoba y zonas aledañas. Es operado por SRT Media.
Retransmite parte la programación de la Televisión Pública, Canal Encuentro, DeporTV y Canal Institucional de Colombia.
La misma señal tiene por objetivo reflejar con diversidad los distintos ámbitos de la vida universitaria en Córdoba en diferentes aspectos incluyendo a la ciencia y la tecnología local. Ocupa lugares en la grilla de la televisión por cable así como de la Televisión Digital Abierta Argentina.

## Historia

### Canal de noticias (2011-2018)
El 1 de junio de 2011 a las 20:00 comenzó a emitir su programación como Cba24N. Estaba integrada por profesionales históricos de los S.R.T. y jóvenes periodistas con pasado en medios alternativos, comunitarios y barriales, formados en la Universidad Nacional de Córdoba. También, a través de un convenio firmado con la Escuela de Ciencias de la Información de la Universidad Nacional de Córdoba, hay estudiantes universitarios que realizaban prácticas y pasantías en el canal. En el mismo día del estreno del nuevo canal aparece su sitio web cba24n.com.ar que se mantiene hasta la actualidad.
Además de la programación local solía retransmitir emisiones de DeporTV, Televisión Pública Argentina y CN23.

### Actividad universitaria
Después de 6 años en el aire, Cba24N finalizó sus transmisiones el 9 de abril de 2018 a las 10:59 (UTC -3) para ser reemplazado a Canal U al cumplirse los 100 años de la Reforma Universitaria. El nuevo canal debutó con una programación orientada a la actividad de la Universidad Nacional de Córdoba.

## Sede
La planta de transmisión se encuentra en el tradicional barrio Marqués de Sobremonte de la Ciudad de Córdoba, en la calle Miguel de Mojica 1600, compartiendo edificio con la histórica Radio Universidad (AM 580 kHz/FM 88.5 MHz), Canal 10, Más que música (FM 102.3 MHz) y el portal de noticias cba24n.com.ar.

## Programación de Ciencia y Tecnología de Canal U
- Epsilonn: Programa coproducido por los SRT y la Facultad de Astronomía, Matemática, Física y Computación (FAMAF) de la UNC. Se emite los lunes a las 20.30, jueves a las 23, sábado a las 14.30 y domingo a las 12 horas.[4]

- Tecnociencia 3D: Programa de la Facultad de Ciencias Exactas, Físicas y Naturales (FCEFyN) de la UNC donde se difunden todos los trabajos de investigación, proyectos y novedades de la Facultad. Se emite los lunes a las 17.30, jueves a las 16, sábado a las 16.30 y domingo a las 15 horas.[4]

- Átomos: Programa de comunicación pública de la ciencia, conducido por Martín Notarfrancesco y Javier Martín. Es una realización de los SRT y la Secretaría de Ciencia y Tecnología (SECyT) de la Universidad Nacional de Córdoba (UNC). Se emite los martes a las 20, jueves a las 20.30, sábado a las 23.30 y domingo a las 17.30 horas.[4]

- Me Gusta: Programa de tecnología y redes sociales sobre innovación, estudio, emprendimiento, experimentación y colaboración de la vida 2.0 de Córdoba. Es una realización de los SRT con vinculación a las distintas áreas de la UNC y la ciudad de Córdoba que emprenden con innovaciones de base tecnológica. Se emite los lunes a las 23, viernes a las 20, sábado a las 13.30 y domingo a las 17 horas.[4]